# Leptolalax alpinus
Leptolalax alpinus е вид земноводно от семейство Megophryidae. Видът е застрашен от изчезване.

## Разпространение
Разпространен е в Китай.